# Lijst van coaches van het Tongaans voetbalelftal (mannen)
Dit is een lijst van bondscoaches van het Tongaans voetbalelftal mannen.

## Bondscoaches
| Naam            | Land van herkomst | Begin periode    | Einde periode     | Prijzen | Opmerkingen/Wijze van vertrek |
| --------------- | ----------------- | ---------------- | ----------------- | ------- | ----------------------------- |
| Rudi Gutendorf  | Duitsland         | 1 juli 1981      | 30 juni 1982      |         |                               |
| James Fasi      | Tonga             | 1 juli 1995      | 16 februari 1997  |         |                               |
| Umberto Mottini | Tahiti            | 17 februari 1997 | 30 juni 1998      |         |                               |
| Gary Phillips   | Australië         | 1 juli 2000      | 30 juni 2001      |         |                               |
| Milan Jankovic  | Servië            | 1 juli 2003      | 30 juni 2005      |         |                               |
| Kilifi Uele     | Tonga             | 1 juli 2007      | 30 september 2011 |         |                               |
| Chris Williams  | Australië         | 1 oktober 2011   | 30 juni 2013      |         |                               |
| Timote Moleni   | Tonga             | 1 juli 2013      |                   |         |                               |

TFA · 
Tongaans vrouwenelftal
Interlands
Tegenstander:
Amerikaans-Samoa ·
Australië ·
Cookeilanden ·
Fiji ·
Nieuw-Caledonië ·
Papoea-Nieuw-Guinea ·
Salomonseilanden ·
Samoa ·
Tahiti ·
Vanuatu